# Jakovleva (fiume)
La Jakovleva (in russo Яковлева?) è un fiume della Russia siberiana orientale, affluente di destra dell'Enisej. Scorre nel Tajmyrskij rajon del Territorio di Krasnojarsk.
Il fiume proviene da una zona paludosa ricca di laghi e attraversa l'altopiano di Erv-Seda per tutta la sua lunghezza. Scorre dapprima in direzione nord-occidentale, poi gira a ovest e a sud-ovest fino a immettersi nell'Enisej a 114 km dalla foce, a nord delle isole Brechovskie. Ha una lunghezza di 187 km e il suo bacino è di 3 230 km².